# ولیکی ریگلج
ولیکی ریگلج (به لاتین: Veliki Rigelj) یک زیستگاه انسانی در اسلوونی است که در Dolenjske Toplice Municipality واقع شده‌است.

## خصوصیات
ولیکی ریگلج ۰٫۸ کیلومترمربع مساحت و ۲۵ نفر جمعیت دارد و ۳۰۱٫۵ متر بالاتر از سطح دریا واقع شده‌است.